# Wittislingen
Wittislingen ist ein Markt im schwäbischen Landkreis Dillingen an der Donau und der Sitz der Verwaltungsgemeinschaft Wittislingen.

## Geografie
Der Markt liegt im Egautal.
Die Gemeinde hat vier Ortsteile (in Klammern ist der Siedlungstyp angegeben):
- Beutenstetterhof (Einöde)
- Schabringen (Pfarrdorf)
- Wittislingen (Hauptort)
- Zöschlingsweiler (Dorf)

Bis zur Gebietsreform lag Zöschlingsweiler teils im Gemeindegebiet von Wittislingen, teils im Gemeindegebiet von Schabringen. Im Amtlichen Ortsverzeichnis für Bayern (Stand: 1991) und in der darauf basierenden Gemeindeteiledatei werden noch beide Gemeindeteile aufgelistet. Im BayernAtlas wird nur noch ein Gemeindeteil Zöschlingsweiler verzeichnet.

## Geschichte

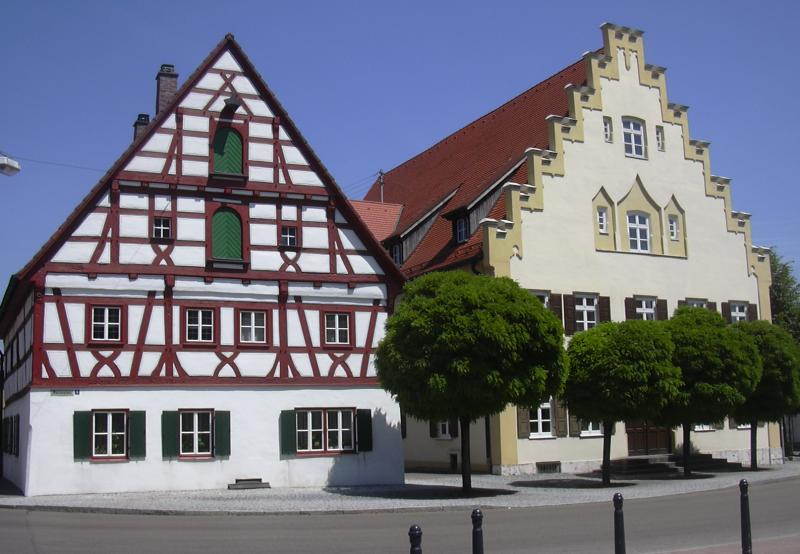
Ortsmitte von Wittislingen

### Bodenfunde
Wittislingen liegt am Südrand der Schwäbischen Alb beidseits der Egau, die aus einem trogartigen Tal von Norden her kommend, vor dem Austritt auf die Hochterrassenebene des Jurafels in einem Engtälchen durchschneidet. Talauswärts dem Jura angelagert, befinden sich bis zu fünf Meter dicke Süßwasserkalkschichten (Kalk, Tuff, Dauch, Sand). Ort und Gemarkung sind uralter reicher Siedlungsboden. Die Bodenfunde erstrecken sich von der mittleren Altsteinzeit über alle vor- und frühgeschichtlichen Kulturstufen bis zum Hochmittelalter. Bei Wittislingen befindet sich eine Silex-Rohmaterial-Lagerstätte. Gräber aus der Zeit der Merowinger belegen, dass die Gegend schon früh besiedelt war.
Wittislingen ist durch seine Bodenfunde international bekannt und zwar einmal durch den „Wittislinger Fund von 1881“, zum andern in der jüngsten Zeit ab 1951 durch die Profile der Süßwasser- oder Quellkalke (Kalktuff), aus denen sowohl das bis dahin unklare Alter der Jungsteinzeit (angenommen wurde 2500 v. Chr.) nach Radiokarbonmethode (C14) auf rund 4100 v. Chr. bestimmt werden konnte. Wittislingen ist eine alemannische Gründung. Unter den Funden ragt heraus das Grab einer alemannischen Hochadeligen aus dem 7. Jahrhundert, dessen prächtige Beigaben (darunter die Fibel des Wigerig) als Wittislinger Fund heute in der Archäologischen Staatssammlung in München aufbewahrt werden.

### Mittelalter
Das Grab des Heiligen Ulrichs (890–973, Bischof von Augsburg), das sich in der Basilika St. Ulrich und Afra befindet, spricht dafür, dass Wittislingen spätestens zu dieser Zeit Sitz eines hochadeligen Geschlechtes war, dem auch der heilige Ulrich entstammte. Bezeichnend für diese Annahme ist die Lebensbeschreibung des Heiligen Ulrich in Gerhards Vita, dass der Bischof Ulrich kurz vor seinem Tode im Jahre 973 mit seinen beiden Neffen, den Grafen Richwin und Hubald, einige Tage im Oppidum „quod nominatur Uuittegislingua“ weilte, um einen Erweiterungsbau der dortigen Kirche anzuordnen. Die Gräber seiner Eltern Hubald und Burga, die bei dieser Kirche lagen, sollten nicht länger den Witterungseinflüssen ausgesetzt bleiben, sondern ins Innere der Kirche einbezogen werden.
Die Oberhoheit über Wittislingen lag seit 1261 beim Herzogtum Bayern bzw. ab 1505 bei Pfalz-Neuburg, die Niedere Gerichtsbarkeit mit eigenem Niedergericht beim Hochstift Augsburg. Vor allem in der Zeit zwischen 1455 und 1560 wuchs der Ort durch Aufteilungen an.

### Neuzeit und Gegenwart
Erst 1783 erwarb das Hochstift Augsburg durch Tausch auch die Hohe Gerichtsbarkeit dazu. Wittislingen war zu dieser Zeit auch Sitz eines Vogtes des Augsburgerischen Hochstifts. Seit dem Reichsdeputationshauptschluss von 1803 gehört der Ort zum Königreich Bayern. 1818 wurde Wittislingen im Zuge der Verwaltungsreformen im Königreich Bayern eine selbstständige politische Gemeinde.
Seit 1952 führt der Ort das abgebildete Wappen. Es weist hin auf die bedeutende Frühzeit sowie auf die große Vergangenheit des Ortes, Stammsitz und Besitz der Grafen von Dillingen und Besitz des Hochstifts Augsburg. 1955 wurde Wittislingen zum Markt erhoben.

### Eingemeindungen
Im Zuge der Gebietsreform in Bayern wurde am 1. Mai 1978 die Gemeinde Schabringen eingegliedert.

### Einwohnerentwicklung
Zwischen 1988 und 2018 wuchs der Markt von 2321 auf 2415 um 94 Einwohner bzw. um 4,1 %.

## Politik

### Gemeinderat und Bürgermeister
Der Marktgemeinderat hat 14 Mitglieder. Die Gemeinderatswahlen seit 2014 ergaben folgende Stimmenanteile und Sitzverteilungen:
| Partei/Liste                              | 2020 | 2020  | 2014 | 2014  |
| Partei/Liste                              | %    | Sitze | %    | Sitze |
| ----------------------------------------- | ---- | ----- | ---- | ----- |
| CSU                                       | 42,5 | 6     | 42,9 | 6     |
| Freie Unabhängige Wählervereinigung (FUW) | 22,7 | 3     | 27,5 | 4     |
| SPD1                                      | 17,6 | 3     | 14,6 | 2     |
| Freie Wähler                              | 17,1 | 2     | 15,0 | 2     |

1Bei der Wahl 2014 gemeinsam mit Unabhängigen Bürgern

### Bürgermeister
Bei der Kommunalwahl am 15. März 2020 wurde Thomas Reicherzer (SPD) mit 50,5 % der Stimmen zum Ersten Bürgermeister gewählt; der Bewerber der CSU unterlag mit 49,5 %.
Erster Bürgermeister war seit 1. Oktober 2012 Ulrich Müller (überparteilich), Zweiter Bürgermeister seit 2014 Paul Seitz (CSU).

### Wappen
|  | Blasonierung: „In Rot ein goldener Schrägbalken, begleitet oben von einem schreitenden silbernen Löwen, unten von der großen Bügelfibel von Wittislingen.“ |
|  | |

## Baudenkmäler
- Pfarrkirche St. Ulrich und Martin. Sie steht an der Stelle einer alten, im romanischen Stil gehaltenen Kirche, die 1750 abgebrochen wurde. Das Martinspatrozinium wurde 1805 durch ein Ulrichspatrozinium verdrängt.

## Vereine
- Musikverein Wittislingen
- TSV Wittislingen
- Imkerverein Wittislingen
- Storchenfreunde Wittislingen
- Kultur-Event-Verein Schabringen
- Feuerwehr Wittislingen 1876
- Schützengesellschaft Wittislingen 1855 e. V.

## Persönlichkeiten
- Ulrich von Augsburg (890–973); Katholischer Geistlicher, Heiliger, Bischof von Augsburg
- Joseph von Weber (1753–1831); Katholischer Geistlicher und Naturwissenschaftler, war von 1811 bis 1821 hier als Ortspfarrer tätig.